# Bell 412

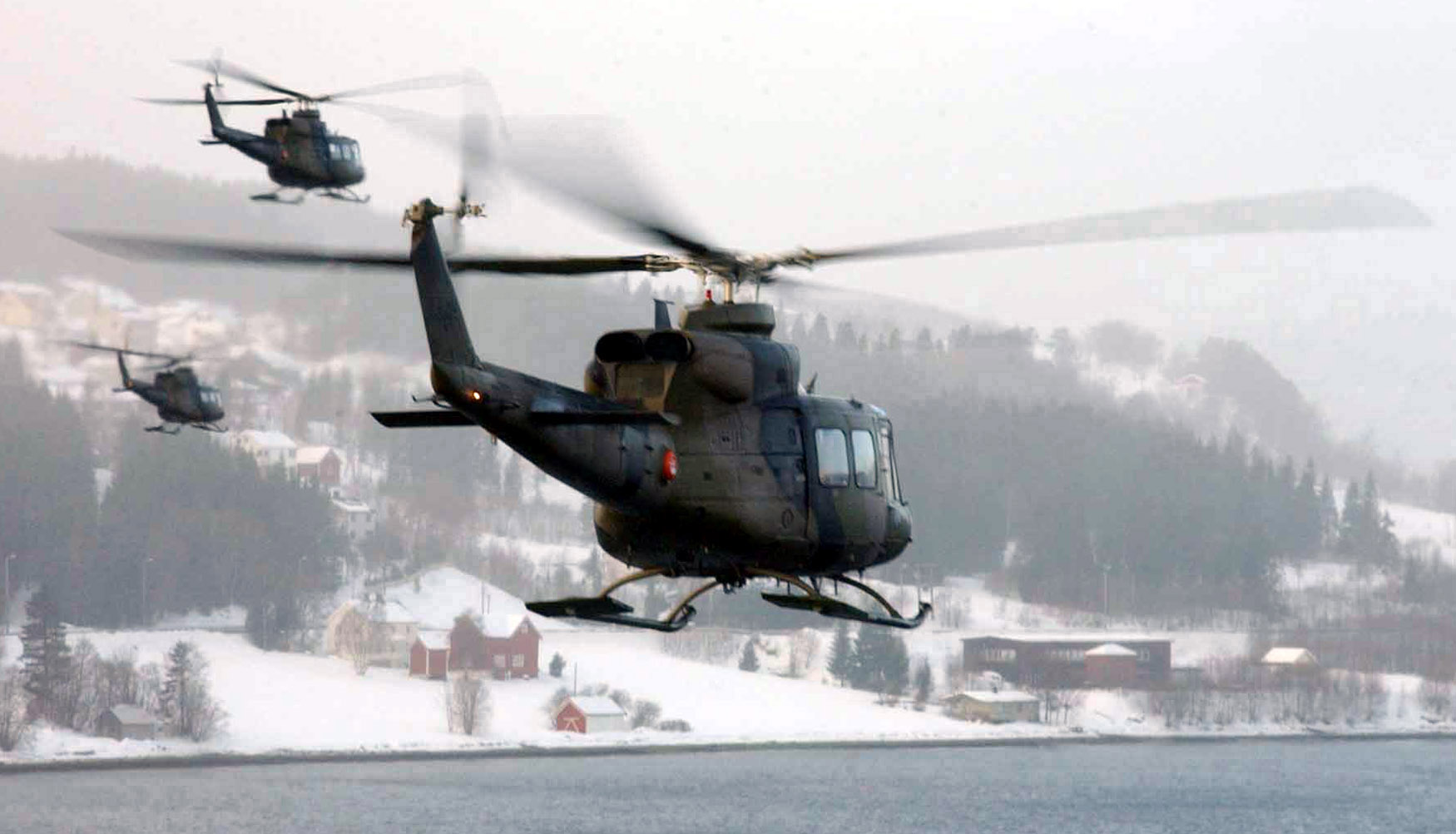
Bell 412SP im Dienst des norwegischen Militärs.

Die Bell 412 ist ein Hubschraubertyp des Herstellers Bell Helicopter aus den USA.

## Entwicklung
Die Bell 412 ist eine Weiterentwicklung der Bell 212. Es handelt sich um einen turbinengetriebenen Mehrzweckhubschrauber, der sowohl zivile als auch militärische Abnehmer in aller Welt gefunden hat.

## Einsatzbereiche
Die Einsatzbereiche der Bell 412 sind unter anderem
- luftgestützte Aufgaben der Küstenwache
- Seenotrettung / Search and Rescue (SAR)
- Offshore-Einsätze (Überseeflüge z. B. zur Versorgung von Bohrinseln)
- der luftgestützte Rettungsdienst als Rettungs- oder Intensivtransporthubschrauber
- die Nutzung im Rahmen der Aufgaben der Luftstreitkräfte verschiedener Armeen

Je nach Einsatzzweck bietet Bell unterschiedliche Zusatzausrüstungen an, so etwa eine Seilwinde, ein Wetterradar, ein Suchscheinwerfer, ein Forward Looking Infra-Red (FLIR) Überwachungssystem, sowie die Möglichkeit der Mitführung von Außenlasten wie etwa Feuerlöschbehältern (Bambi Buckets). Die Bell 412 kann auch instrumentenflugtauglich nach IFR-Flugregeln ausgerüstet werden.
Die „4“ in der Typenbezeichnung der Bell 412 steht für den Vierblatt-Hauptrotor (Bell 212 – zwei Rotorblätter). Das Drehmoment des Hauptrotors gleicht ein Zweiblatt-Heckrotor aus. Der Helikopter kann sowohl mit Kufenlandegestell als auch mit Fahrwerk geliefert werden.
Die Bell 412 ist eine Weiterentwicklung der weltweit genutzten UH-1 Iroquois, die inoffiziell als auch „Huey“ bezeichnet wird.

## Varianten

### Bell CH-146 Griffon
Für die kanadischen Streitkräfte wurde die Bell 412 in einer militärischen Variante geliefert. Sie wurde in einer Stückzahl von 100 Exemplaren auf Basis der Bell 412CF entwickelt und von Bell in Kanada gebaut. Aufgrund der Panzerung in Boden und Sitzen ist die CH-146 schwerer als die zivile Bell 412. Die Auslieferung erfolgte von 1995 bis 1997 in zwei Varianten: einer SAR-Version und als variabler leichter Hubschrauber für verschiedene Einsätze. 
Die kanadische Regierung hat am 30. Mai 2022 bekanntgegeben, dass sie einen Vertrag unterschrieben hat, um 85 CH-146 Griffon-Hubschrauber noch mindestens bis Mitte der 2030er Jahre betreiben zu können.

### Subaru Bell 412EPX
Subaru, langjähriger Lizenznehmer von Bell-Hubschraubern, entwickelte diese Variante für verschiedene japanische öffentliche Auftragnehmer. Die Erstauslieferung erfolgte 2021 an die nationale Polizeibehörde. Der Typ dient in Japan auch als Grundmodell der UH-2 der Selbstverteidigungsstreitkräfte.
Exportkunde sind unter anderem die Tunesischen Luftstreitkräfte.

## Technische Daten

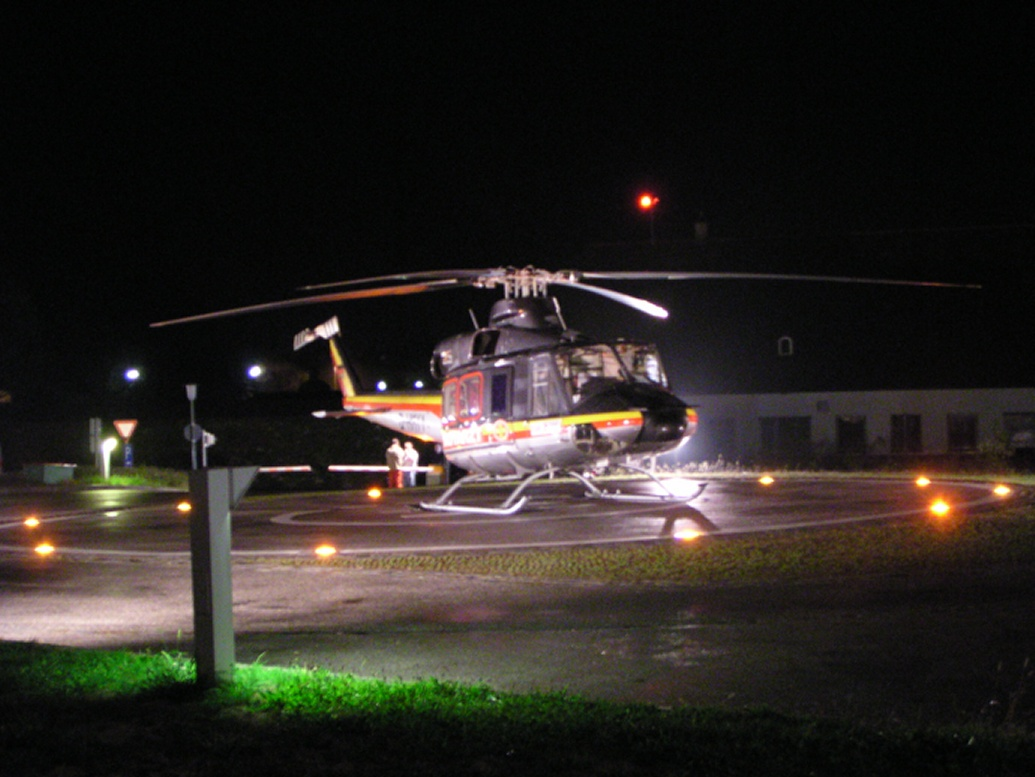
Deutscher Intensivtransporthubschrauber vom Typ Bell 412

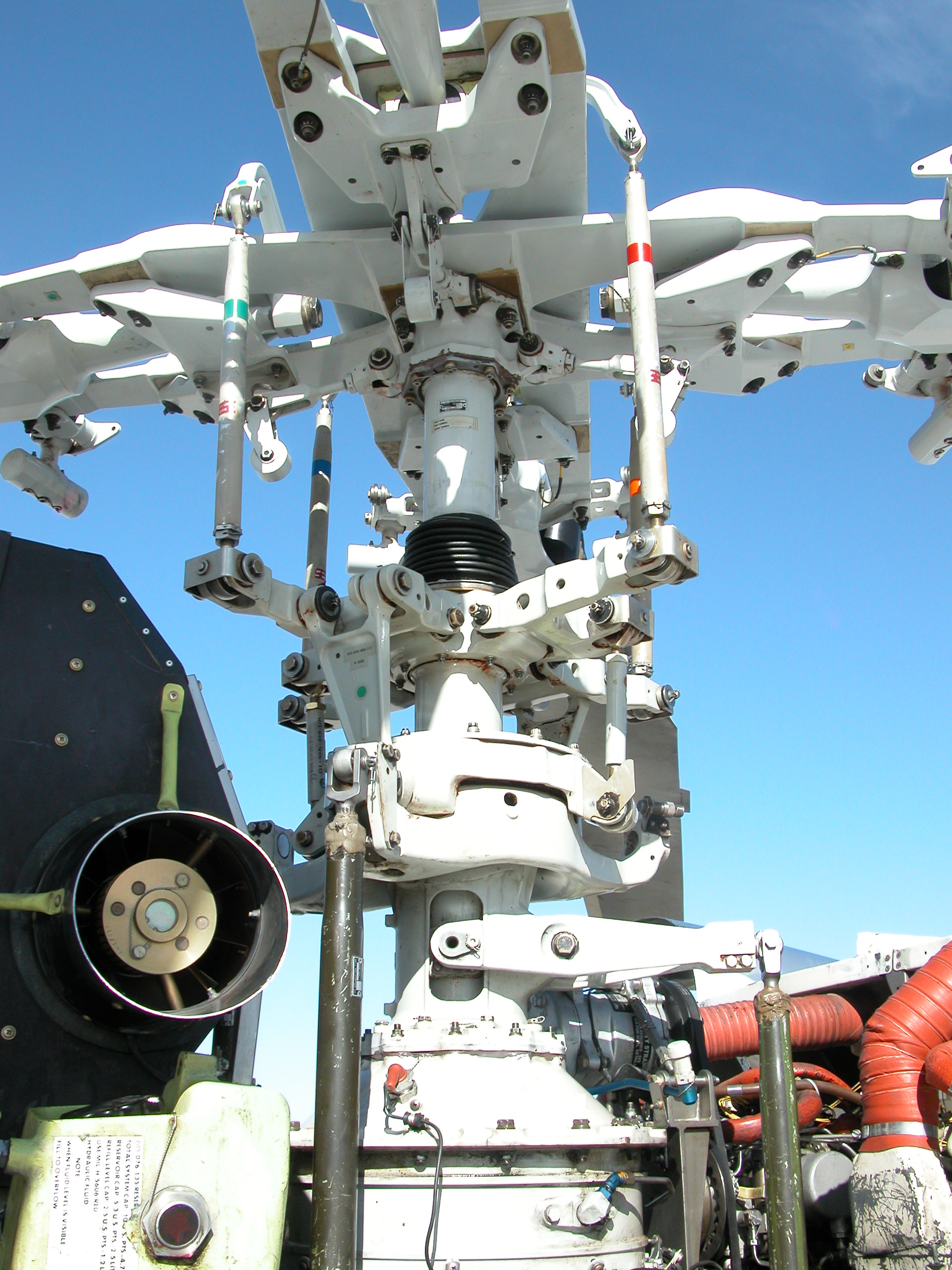
Rotorkopf einer Bell 412

| Kenngröße                              | Daten                       |
| -------------------------------------- | --------------------------- |
| Länge                                  | 12,70 m (Rumpf)             |
| Länge über alles; inkl. Hauptrotor     | 17,10 m                     |
| Breite                                 | 2,80 m                      |
| Höhe                                   | 4,80 m                      |
| Hauptrotordurchmesser                  | 14,00 m                     |
| Triebwerkhersteller (i. d. Version HP) | Pratt & Whitney             |
| Triebwerkstyp (i. d. Version HP)       | PT6T-3B (Leistung 1.342 kW) |
| Geschwindigkeit                        | max. 250 km/h               |
| Dienstgipfelhöhe                       | ca. 6.000 m über NN         |
| Leergewicht                            | 3.066 kg                    |
| Maximales Abfluggewicht                | 5.400 kg                    |
| Kraftstoffzuladung                     | 1.250 Liter                 |
| Reichweite                             | max. 700 km                 |